# Jason Shaw
Jason Shaw (* 4. November 1972 in Chicago, Illinois) ist ein US-amerikanisches männliches Fotomodell. Er gehörte zu den höchstbezahltesten Models der Welt. 

## Leben
Bekannt wurde Jason Shaw zwischen 1998 und 2003 als Gesicht einer Unterwäschekampagne für Tommy Hilfiger. Sein Aussehen, das zwischen Student, Businessman und Sportler changiert, macht ihn für viele Markenhäuser interessant. So stand er bereits für AB'95, Tommy Hilfiger, Calvin Klein, DKNY, Versace, Lacoste, Gap Inc., Karl Lagerfield fragrances sowie Ralph Lauren vor der Kamera und lief auch noch für viele andere Markenhäuser über die Laufstege von Paris, Mailand und New York. 
Weltweite Bekanntheit erlangte er durch seine langjährige Beziehung zu Paris Hilton.
In den letzten Jahren studierte Shaw Schauspielerei und kaufte sich einen Wohnsitz in Hollywood, um sich seiner Leidenschaft, dem Schauspielern, zu widmen. Unter anderem stand er für die US-Serie Charmed vor der Kamera und spielte an der Seite von Paris Hilton in The Hillz.